# آن دي إكسينكتونج

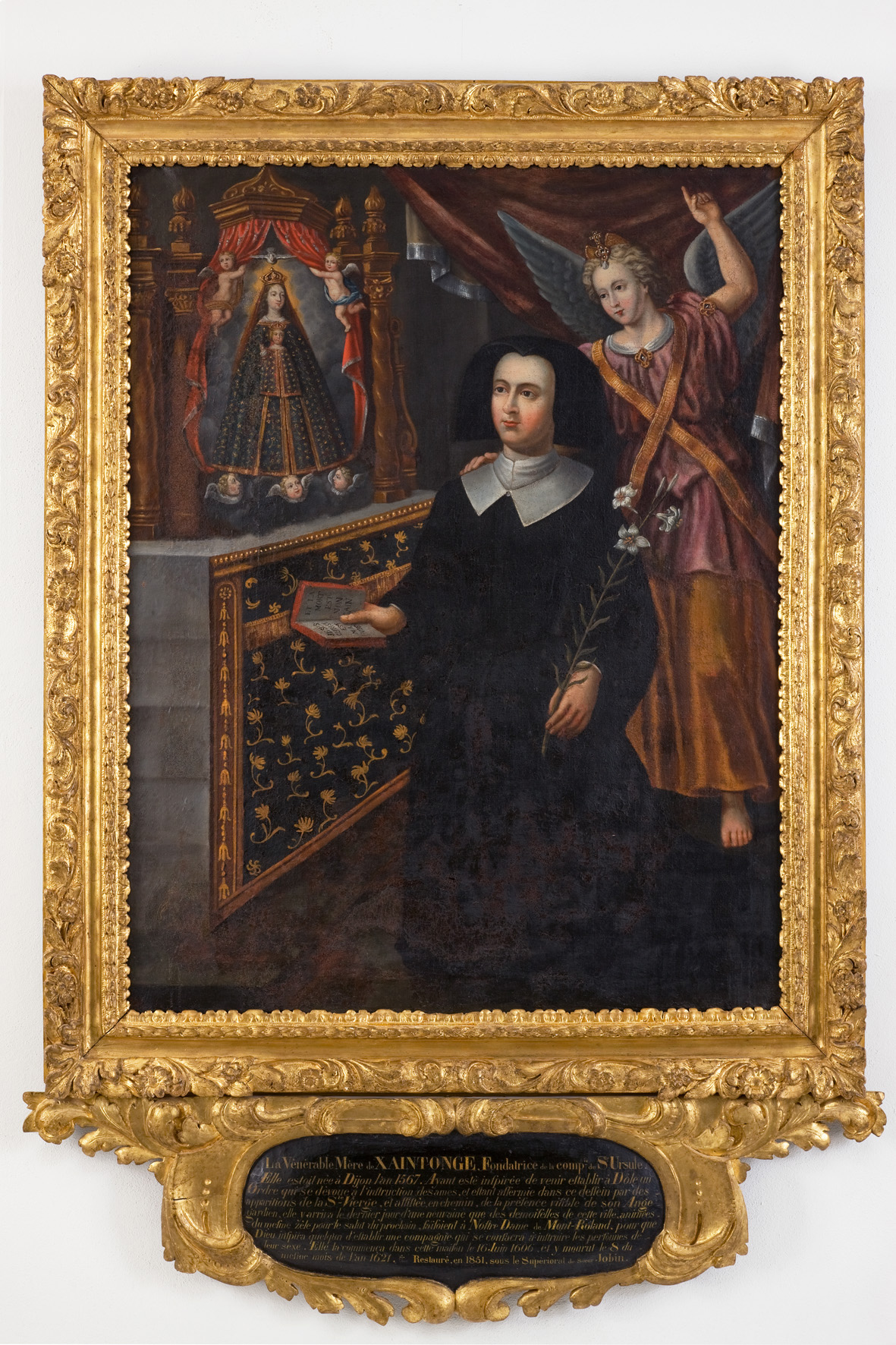
بورتريه للراهبة آن دي إكسينكتونج لفنان مجهول الهوية، مؤرخة في حوالي عام 1687 ، وتم ترميمها في عام 1851.

آن دي إكسينكتونج؛ (بالفرنسية: Anne de Xainctonge)‏؛ (ولدت في مدينة ديجون في 21 نوفمبر 1567، وتوفيت في دول في 8 يونيو 1621)؛ هي راهبة كاثوليكية فرنسية . عُرِفَت بتأسيسها لجمعية أخوات القديسة أورسولا للسيدة العذراء وأعلنت تبجيلها في عام 1900 .

## ملخص السيرة الذاتية
وُلدت آن في نفس العام الذي وُلد فيه سان فرانسيس دي ساليس ، وهي تكون ابنة جان دي إكسينكتونج المحامي والمستشار في برلمان ديجون من زوجته مارغريت كولارد . كانت آن تشاهد الكلية اليسوعية من خلال نافذة فندق إكسينكتونج، وقد راودتها فكرة الترهب خلال مشاهدتها لقداس كان قد احتُفِلَ به في كنيسة الكلية اليسوعية، حيث أُعجِبت بتفاني الآباء في أداء واجبهم؛ وأصبح لديها إيمان وقناعة تامة بأن الترهب يُناسب شخصها وأنه يجمع بين الحياة التأملية والعملية معا في آن واحد، ومن هنا جاءتها فكرة تعليم الفتيات، فقامت بتأسيس ديرٍ للراهبات أرفقته بمدارس مجانية الدخول وغير مدفوعة.
بفضل نصيحة الآباء اليسوعيين فيلار وجنتيل، تمكنت من فتح أبواب أول دير لها في في 16 يونيو 1606 مع كلودين دو بواسييت ورفيقة أخرى لها، وكان أول دير لها في دول في فرانش كونته (الأراضي الإسبانية في ذلك الوقت).

### قراءة موسعة
- "Anne de Xainctonge". Dictionnaire des femmes de l'Ancien Régime (بالفرنسية). Société internationale pour l'étude des femmes de l'Ancien Régime (SIEFAR). 2007. Archived from the original on 2019-08-21..

### مقالات ذات صلة
- سانت أورسولا شركة آن دي إكسينكتونج

### روابط خارجية
- السيرة الذاتية على موقع منزل Ursulines في تورز.

## مصدر
- (بالإنجليزية) موسوعة كاتوليكا (المجال العام)